# 美女が野獣
『美女が野獣』（びじょがやじゅう）は、マツモトトモによる日本の漫画作品。
『LaLa』（白泉社）にて、2002年7月号から2005年2月号まで不定期に連載された。単行本は全5巻。

## あらすじ
両親が仕事の都合で転勤することになり、2年から学校の寮に入ることになった詠美。入寮初日、詠美を待ち受けていたのは新入寮生歓迎の裏儀式。詠美に与えられたのは、男子寮に潜入しネームプレートを奪取せよ、という厳しいミッション。
ばれれば退寮もののとんでもないミッションに詠美は、思いがけず学校中から恐れられている鰐淵の協力を得て何とか成功する。それ以降、詠美は鰐淵と仲良くなるが……。
寮について
男子は学校側が進学率アップのために越境入学させている特待生が殆どで、個人主義の生徒が多い。そのため、男子寮と女子寮は予算の配分も大きな差があり、男子寮は真新しく、個室（10畳ワンルーム）にバストイレと冷暖房完備だが、女子寮は風呂共同、クーラーもない、古びた日本家屋風の建物。

## 登場人物

### 女子寮
山下 詠美（やました えいみ）
2年生。大食い。運動神経は抜群で、高い塀やフェンスを軽く飛び越えることが出来る。また、50mを6秒台で走ることができるが、寮の門限（午後8時）に間に合わせるためにしか発揮されていない。ぬぼーっとしており、相手のやる気を削ぐ小動物のような雰囲気を持っている。普段は小汚い格好をしているが、着飾れば並以上の容姿になる。
黒川 操（くろかわ みさお）
2年生。詠美と同室の黒髪の美女。整った体躯や艶かしい女体が好きで、部屋には「武富士」のダンサーのポスターが貼ってある。人見知りが激しい。美術部所属。詠美からは“ミッサン”と呼ばれる。
周囲からは、近寄りがたいオーラを放っている美女と思われているが、実際は服の下の美しいであろう肉体のことを悶々と妄想している。
桂木 涼（かつらぎ すず）
2年生。詠美の隣室。女子下級生から人気がある。男子よりも男らしいところがあるが、可愛いものやレースがふんだんに使われたもの、特に下着が大好き。
黒川 豊（くろかわ ゆたか）
1年生。操の妹。大の漫画好きで、同室の子が部屋の底が抜けないか心配するほど漫画を持っている。寮監の沢口のことが好き。

### 男子寮
鰐淵 貴美（わにぶち たかみ）
2年生。家庭の事情で、8歳の頃からメキシコで祖父と暮らしていた帰国子女。祖父はホテルの給仕をしていたため、マナーには大変厳しく育てられた。喧嘩には滅法強く、学校では鑑別所に入っていたことがあると噂され、恐れられている。詠美からは“わにちん”と呼ばれる。
寮は一応夜間外出禁止だが、客に中南米の人が多いスパニッシュバーでバイトをしている。バイト先ではタカと呼ばれる。2学期の始めに前寮長から後任に任命される。
作者曰わく、作中では「お色気担当」であり、単行本の口絵は全巻とも鰐淵の上半身裸の絵が使われている。
乾（いぬい）
2年生。鰐淵と同室。詠美が変人ならば乾は奇人。詠美からは“ヌイヌイ”と呼ばれる。
藤田（ふじた）
1年生。操の彼氏。親が転勤することになりダメ元で告白したところOKを貰うが、操はその時藤田の体に見とれていて、顔はおろか告白の言葉も聞こえていなかった。父親と死闘を繰り広げた結果、寮に入ることになり操とも離れずに済んだ。詠美からは“フジタン”と呼ばれる。
下貫 聡（しもぬき さとし）
1年生。藤田と同室。詠美のことを好きになり、野獣タイプの鰐淵より王子様タイプの方が将来も安泰だからと、女子寮生からはその恋路を応援される。詠美からは“シモーヌ”と呼ばれる。詠美への想いはなかなか伝わらず、なぜか詠美と一緒に鰐淵について語り合うようになるなど苦労が絶えない。鰐淵を好きな詠美を見ているうちに、鰐淵自身のことも興味を持ち始め、男としての格の違いを実感する。

### その他
沢口 夏樹（さわぐち なつき）
寮監。24歳。付け届け次第では色々と見逃してくれることもあるが、基本的に生徒に厳しく自分に甘い。門限を1秒でも過ぎると罰として食事が出ない上に掃除しなければならない。鰐淵とは遠縁に当たる。
景都（けいと）
鰐淵の恋人。美容師。バーで初めて鰐淵に会った時は、まだ他に付き合っている人がおり、あまり好きになれないタイプだと思っていた。

## 書誌情報
マツモトトモ 『美女が野獣』 《白泉社・花とゆめコミックス》 全5巻
1. 2003年1月6日発売、ISBN 4-592-17871-8
2. 2003年8月5日発売、ISBN 4-592-17872-6
3. 2004年3月5日発売、ISBN 4-592-17873-4
4. 2004年11月5日発売、ISBN 4-592-17874-2
5. 2005年3月5日発売、ISBN 4-592-17098-9、「解・禁」収録

解・禁
『LaLa DX』（白泉社）1997年3月15日号掲載
相次ぐ戦争と災害でアジアの陸地の約40%が失われ、都市はスラム化、戦災孤児が溢れ、人身売買が横行する世。
絶滅寸前の保護人種である東洋人が密猟により捕獲される。療養所の手伝いをしているKは、捕らわれている黒髪の少女の世話をすることになる。